# Église Béthel de Turku
Pour les articles homonymes, voir Bethel.
L'église Béthel (en finnois : Betel-kirkko) est un édifice de style néo-Renaissance situé dans le quartier VII à Turku en Finlande.
.

## Présentation
Conçu par Frithiof Strandell dans le style Art nouveau, la construction de l'édifice est achevé en 1906, à l'origine pour à l'usage du mouvement réveil d'Hannula (fi). 
Plus tard, l'église et ses abords ont été modifiés selon le plan conçus par Erik Bryggman en 1927.
Entre autres éléments, on a construit dans l'église un clocher de style fonctionnaliste conçu par Erik Bryggman.
L'église elle-même est presque complètement cachée aux passants ordinaires. 
Ces dernières années, cependant, il a été proposé d'ouvrir aux piétons un chemin passant devant l'église et allant d'Yliopistonkatu à Puutharkakatu, ce qui permettrait aux passants de mieux apprécier l'église. 
Depuis 1984, l'édifice est utilisé par la paroisse adventiste de Turku (fi) . 
Depuis 2013, l'église est aussi utilisée par la paroisse luthérienne Saint-Paul (fi), qui fait partie du diocèse de la mission évangélique luthérienne de Finlande.
L'îlot urbain composé de l'église Béthel, l'hospice Béthel et de la maison Atrium est classé parmi les sites culturels construits d'intérêt national en Finlande.